# Cayetano Domingo Grossi
Cayetano Domingo Grossi (Bonifati, Italia, 1854-Buenos Aires, Argentina, 6 de abril de 1900) fue el primer asesino en serie de la historia criminal Argentina. Asesinó a sus cinco hijos recién nacidos como resultado de las violaciones perpetradas contra sus hijastras. Fue condenado a muerte y ejecutado por un pelotón de fusilamiento el 6 de abril de 1900.

## Historia
Cayetano nació en el año 1854. Oriundo de Bonifati, Provincia de Cosenza, migró a Argentina en 1878, dejando atrás a su esposa y dos hijos. Se estableció en el barrio de Retiro, donde trabajó en la Oficina de Inmigración hasta 1888, cuando empezó a trabajar de carrero.
En 1879 estuvo preso durante siete meses en la penitenciaría nacional tras pelearse con un vecino, Carlos Terrani. Tras salir en libertad, se casó con Rosa Ponce de Nicola, una descendiente de italianos, viuda y con tres hijas: Catalina, Clara y María. Con Rosa tuvo otros tres hijos: Carlos, Teresa y Lorenzo.

## Asesinatos
El 29 de mayo de 1896 se encontró en un basurero de una fábrica de grasa una bolsa que contenía el brazo de un recién nacido. Los hallazgos fueron comunicados a la Comisaría 12, donde el jefe policial ordenó una inspección del lugar. Tras una inspección, encontraron en un arena cercana un cráneo destrozado, piernas y el otro brazo. Se concluyó que todas las partes eran del mismo cuerpo. La autopsia reveló que el bebé murió por una fractura de cráneo, pero la investigación no arrojó ninguna pista sobre quién fue el responsable, dejando el crimen sin resolver.
Casi dos años después, el 5 de mayo de 1898, se encontró en el mismo lugar el cuerpo de un recién nacido con el cráneo destrozado en avanzado estado de descomposición. Se encontró envuelto en una bolsa de tela negra. En sus brazos y cuello había señales de quemaduras de primer y segundo grado. Según las pruebas forenses, el bebé no murió por las quemaduras, murió por una fuerte compresión en el cuello. Los policías entrevistaron al carretero que llevaba la basura al basurero, quien confesó que había visto los restos, pero por temor a que lo consideraran involucrado, decidió no decir nada a la policía.
Los investigadores notaron que la bolsa en la que se encontró el cuerpo del infante presentaba numerosos parches, como si hubiera sido utilizada por un vendedor ambulante; y dentro se encontraron restos de cigarrillos y granos de anís, lo que hizo que las autoridades consideraran que el perpetrador era español o calabrés, ya que tenían la costumbre de llevar semillas de anís. Las demás prendas, por su calidad y estado, mostraban que su dueño era pobre.
Los policías comenzaron a seguir la ruta del carro de la basura y dirigieron la búsqueda hacia barrios pobres. Fue entonces que el 9 de mayo de 1898, en la calle Artes 1438 (hoy Carlos Pellegrini) del barrio de Retiro de Buenos Aires, recibieron información sobre una familia que siempre vestía de luto. La familia mencionada estaba integrada por Rosa Ponce de Nicola, su esposo, Cayetano Domingo Grossi (carretero de profesión); las dos hijas mayores de Rosa, Clara y Catalina, y tres hijos menores. La policía supo por testimonios de vecinos que Grossi tenía relaciones íntimas con sus hijastras. También afirmaron que vieron a Clara estando embarazada poco tiempo antes, y a los pocos días se encontraba en estado normal, sin saberse qué pasó con su bebé.
Un día después, el 10 de mayo, la policía ordenó la inspección de una habitación ocupada por la familia, en la que se encontró una lata que contenía el cuerpo de un infante envuelto en trapos, confirmando así sus sospechas. Grossi explicó que el saco encontrado en un basurero era realmente de su hijo Carlos, y que él había matado al bebé por pedido de Clara. También dijo que el otro bebé había nacido muerto. Esa noche, Rosa y su hija Clara declararon que esta última tuvo dos hijos con Grossi, quien inicialmente negó haber tenido relaciones sexuales con sus hijastras y culpó a sus novios de sus embarazos. Finalmente, unos días después, confesó haber asesinado al primer bebé encontrado en 1896; al mismo tiempo confesó haber incinerado a varios bebés más, pero sin asumir que los había matado. 
En interrogatorios posteriores, Grossi reconoció haber tenido un hijo con Catalina y cuatro con Clara; asegurando que estranguló a tres, mientras que sus hijastras quemaron a los dos restantes. Rosa, Clara y Catalina aceptaron los cinco crímenes pero culparon a Grossi de la muerte de los recién nacidos. El grado de sumisión de las mujeres llamó la atención de la policía. Se alegó que en una ocasión Grossi intentó violar a una de las hijas menores de Rosa pero las hermanas lo impidieron. Finalmente, se estableció que el propio Grossi ayudó con los partos y luego arrojó a los bebés al fuego, lo que fue presenciado por las mujeres.

## Sentencia y ejecución
Rosa, y sus hijas, Clara y Catalina, fueron consideradas "encubridoras" de los homicidios y fueron condenadas a tres años de prisión efectiva cada una y al pago de las costas judiciales. Finalmente, la sentencia de Catalina se redujo a dos años de prisión. Cayetano Domingo Grossi fue declarado culpable como autor material de los asesinatos de los bebés. Fue condenado a muerte por el juez Ernesto Madero.
El día de su ejecución, a las 5 de la mañana se le permitió la entrada a la capilla de la prisión a los hijos de Grossi, uno de ellos, Carlos, de 19 años fue el primero en entrar, hacia como un año que no veía a su padre, pero al verlo frente a frente no mostró emoción alguna. El hijo más pequeño, Lorenzo, de 6 años de edad, no quiso acercarse a su padre y rehuyó sus caricias. Teresita, su hija, lloró al verlo, y también mostró alguna resistencia en abrazarle.
Los primeros tenientes Rosa Burgos y Calisto García y el capitán Manuel Medrano estuvieron a cargo de su ejecución. Le vendaron los ojos, lo colocaron en un banco y lo ataron de pies y manos. Fue fusilado el 6 de abril de 1900 a las 8 de la mañana, el sargento segundo Emilio Lascano se acerco al cuerpo y le dio el tiro de gracia. Grossi sostuvo su inocencia hasta su último día.

### Fotografías de la ejecución
Existe un registro fotográfico de la ejecución por la revista Caras y Caretas, dichas imágenes con el tiempo fueron consideradas como un fotomontaje, por que según se dice el joven reportero llegó tarde el día de la ejecución, por lo que con ayuda de los sargentos y alguien que simulo ser Grossi actuó para las fotos.